# Jean-Baptiste Lully
Jean-Baptiste Lully (Florencia, actual Italia, 28 de noviembre de 1631-París, 22 de marzo de 1687) fue un compositor, instrumentista y bailarín francoitaliano, ligado a la figura y reinado de Luis XIV. Iniciador de la ópera en Francia y creador de la "tragedia lírica", forma genuina que reúne el sentido estético francés con el ballet.

## Biografía
Nacido en Florencia, Italia, su nombre, antes de que se naturalizara francés, era Giovanni Battista Lulli. Sus padres fueron Lorenzo Lulli y Caterina del Sera. En 1638 muere su hermano mayor Vergini; en octubre de 1639 su hermana Margherita. Con siete años Jean-Baptiste queda como el único hijo de sus padres. Jean-Baptiste recibió su educación con un fraile franciscano que le dio las primeras lecciones de música. Se trasladó a Francia con diez años, tras llamar la atención del Caballero de Guisa. Allí, en marzo de 1643, entró como ayuda de cámara al servicio de “Mademoiselle de Montpensier”, que deseaba perfeccionar sus conocimientos de la lengua italiana.
A la edad de trece años, ya manifestó dotes para la música y aprendió a tocar el violín. Luego se reveló como un excelente bailarín y entró a formar parte de la Grande Bande des Violons du Roi, compuesta por veinticuatro violines. En 1653, Lully bailó con el rey en el Ballet de la Nuit.

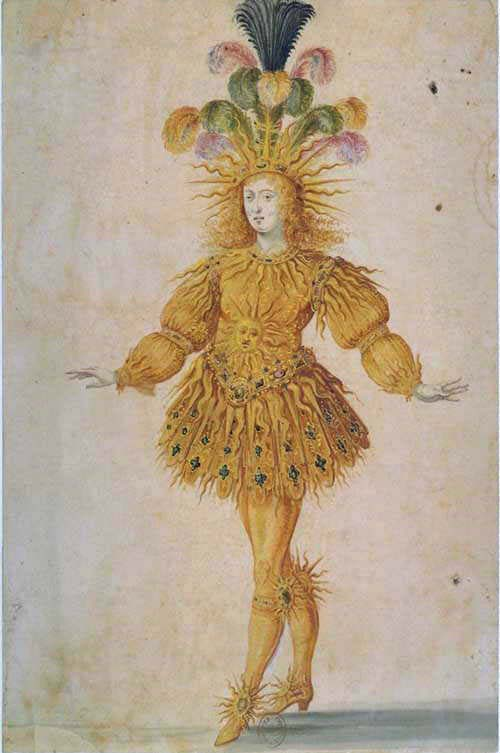
El joven rey Luis XIV en el papel principal de Apolo en el Ballet de la Nuit, 1653. En esa ocasión, Lully bailó junto al rey.

En 1652, con veinte años, entró al servicio de Luis XIV como bailarín de ballet y violinista. Más tarde dirigió una de las orquestas reales y en 1662 fue nombrado director musical de la familia real. Sobresalía por entonces como violinista, director y compositor.
Obtuvo rápidamente la dirección de una nueva orquesta, La Bande des Petits Violons. Perfecto cortesano y hábil hombre de negocios, muy pronto se convirtió en el primer compositor de la corte, y sus arias y ballets consagraron su reputación. Apoyado por Luis XIV, llegó a ser compositor de cámara y finalmente Superintendente de la Música de Su Majestad.
Naturalizado francés en 1661, a los veintinueve años de edad se casó algunos meses después con Madeleine Lambert, con quien tuvo seis hijos y cuyo padre, el también compositor Michel Lambert, era el director musical de Mademoiselle de Montpensier.
A partir de 1664, trabajó regularmente con Molière, con quien creó un nuevo género, la comedia ballet, sin renunciar por ello al ballet cortesano de manera definitiva.
Cortesano astuto, consiguió mantener el favor real a lo largo de toda su vida, lo que le permitió manejar la suerte de otros compositores franceses. Compuso ballets, como Alcidiane (1658), para la corte, que en ocasiones él mismo interpretaba ante el rey. En colaboración con Molière (Jean Baptiste Poquelin) compuso una serie de ballets cómicos, como Les fâcheux (1661). En 1672 consiguió mediante intrigas el puesto de director de la Académie Royale de Musique y a partir de ese momento volcó su atención en la ópera. El compositor ya había conseguido un título de nobleza y se había hecho con numerosas propiedades en París y en sus alrededores. Sus óperas, a las que denominó tragédie lyrique, estaban basadas en las tragedias clásicas de sus contemporáneos, los dramaturgos franceses Pierre Corneille y Jean Baptiste Racine. Excepto en Psique (1678), Belerofonte (1679) y Acis y Galatea (1686), su libretista fue el poeta Philippe Quinault. Desde el punto de vista musical, sus óperas son solemnes y majestuosas, con un énfasis especial en la claridad del texto y las inflexiones de la lengua francesa. Sus elaborados espectáculos de danza y los coros de gran majestuosidad tienen su raíz en el ballet de cour (ballet cortesano). Las óperas de Lully contrastan con el estilo italiano de ópera de la época, en la que se daba prioridad al lucimiento del cantante. Entre sus obras cabe citar Perseo (1682), Amadís de Gaula (1684) y la ya mencionada Acis y Galatea. 

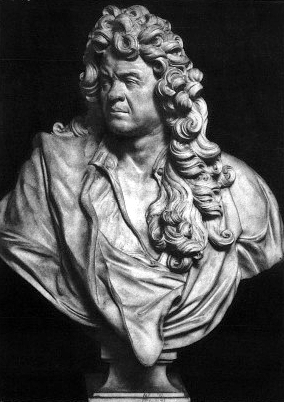
Busto de Jean-Baptiste Lully. Obra de Antoine Coysevox.

En 1681, Lully alcanzó el cénit de su carrera al convertirse en secretario del Rey. Bisexual, Lully mantenía relaciones íntimas tanto con mujeres como con hombres y, pese a todo, Luis XIV, que conocía sus inclinaciones, cerró los ojos a su conducta, si bien, bajo el influjo de Madame de Maintenon, toleraba cada vez menos la homosexualidad, llamada entonces «vicio italiano».
En 1685 estalló un escándalo. Se llegó a saber que Lully mantuvo una relación con un joven paje de la Capilla llamado Brunet. El compositor perdió entonces su crédito ante el rey. Este no asistió a las representaciones de Armide en 1686. Cuando Lully compuso su última obra Acis et Galatée, una pastoral en forma de ópera, fue solo en el castillo de Anet, ante el Delfín, y la obra se estrenó el 6 de septiembre de 1686. Murió de una gangrena en París, en 1687, a consecuencia de una herida que se hizo en el pie con su bastón de director de orquesta, una pesada barra de hierro que servía para llevar el compás golpeando el suelo con ella; esto le provocó una infección que acabó lentamente con su vida, ya que su pensamiento de ser bailarín impidió cortar su pierna para poder salvarlo. La fama de Lully se debe principalmente a su contribución a la música religiosa y escénica. Está sepultado en la basílica de Notre Dame des Victoires en París, el sarcófago se  encuentra sobre el arco de una puerta, del lado izquierdo.

## Obras
Algunas de sus primeras obras, de la época en que era sobre todo violinista, y posteriormente compositor de bailes y de aires en estilo italiano, los cuales son:
- Ballet Royal d'Alcidiane, 1658
- Les Amours Déguisés, 1664
- La Naissance de Vénus, 1665
- Les Muses, 1666

Vienen después las comédies ballets, realizadas en colaboración con Molière:
- Le Mariage forcé, 1664
- L'Amour Médecin, 1665
- Georges Dandin, 1668
- M. de Pourceaugnac, 1669
- El burgués gentilhombre, 1670

En la última etapa de su vida, compuso trece «tragédies lyriques», la mayoría sobre textos de Philippe Quinault:
- Cadmus et Hermione, 1673
- Alceste, 1674
- Thésée, 1675
- Atys, 1676
- Isis, 1677
- Psyché, 1678 Choeur des divinités de la terre et des eaux, from Psyché - Midi fileⓘ
- Bellérophon, 1679
- Proserpine, 1680
- Persée, 1682
- Phaëton, 1683
- Amadis, 1684
- Roland, 1685
- Armide, 1686
- Achille et Polyxène, 1687 - Prólogo y Acto I (Terminada por Pascal Collasse)

También compuso una pastoral heroica:
- Acis et Galatée 1686

## Legado
La particularidad de la obra de Lully, en una época donde rara vez la música trasciende a la muerte de los compositores, es que se convertiría en el modelo de su propio género.
En el aspecto musical, pervive mientras dura la música a la grandiosa y grave manera de la corte de Luis XIV. Sus estilemas, su lenguaje armónico y su orquestación sobrevivieron en la generación de compositores inmediatamente posterior a Lully: muchos de ellos eran incluso alumnos suyos, y se mantuvo su estilo sin grandes cambios hasta bien entrado el siglo XVIII.
Aun con el cambio de ambiente que supuso la Regencia, estas obras siguieron reponiéndose regularmente, formando siempre parte del repertorio hasta vísperas de la Revolución francesa. Entonces fueron admiradas por sus aspectos teatrales, su unidad y coherencia, y por la poesía directa, sincera y perfecta de los versos de Philippe Quinault.
El propio Jean-Philippe Rameau, renovador del lenguaje musical dieciochesco, fue un admirador de la obra de Lully y compuso tragedias líricas como óperas primas cuando empezó en el teatro, en un momento en el que el género ya se consideraba caduco.
Todavía un siglo después, en tiempos de María Antonieta, con los principios del clasicismo en Francia, Armide y otras obras todavía eran protagonistas y se usaron como material de base para la reforma de la ópera, reconociéndose una vez más los versos de Quinault.